# بن حاتم
بن حاتم هو محمد بن حاتم اليامي اليماني الهمداني، مؤرخ يمني واحد أمراء الدولة الرسولية عاش في القرن الثالث عشر في عهد الدولة الرسولية في اليمن.

## اسمه
الأمير بدر الدين محمد بن حاتم بن أحمد ابن عمران بن الفضل اليامي اليماني الهمداني، الشهير باسم ابن حاتم.

## سيرته
كان بدر الدين محمد بن حاتم الهمداني ، المعروف باسم ابن حاتم، مسؤولاً ومؤرخاً في اليمن في القرن الثالث عشر، في عهد السلالة الرسولية.
لا يُعرف سوى القليل عن حياة ابن حاتم، وكلها مستمدة من أعماله التاريخية الرئيسية، كتاب السمط الغالي الثمن في أخبار الملوك من العز باليمن. تاريخ ميلاده غير معروف، لكنه كان أحد أفراد قبيلة بني حاتم من بني يام، الذين كانوا مهيمنين في منطقة العاصمة الإقليمية صنعاء. على الرغم من أنه من أتباع الطيبية الإسماعيلية، فقد تمكن من الحصول على مهنة ناجحة تحت حكم الرسوليين السنة، حيث نشأ تحت حكم السلطان المظفر يوسف الأول ( r. 1249-1295) ليصبح واحدًا من حفنة من المسؤولين "الذين عينهم السلطان بصفته سفيرًا متجولًا، ويمثله شخصيًا أينما كان في البلد الذي يحتاج إليه، ويتفاوض الآن مع القبائل المتمردة، وينقل الآن رسالة شخصية من السلطان، بل شارك في بعض الأحيان في العمليات العسكرية "(GR Smith). كما أن تاريخ وفاته غير معروف.
كتب ابن حاتم عملين تاريخيين، أولهما كتاب العقد الثمين في اخبار ملك اليمن المتاخرين، وهو تاريخ عام لليمن لم يبق. ولذلك فهو معروف من أعماله الأخرى، كتاب السمي، وهو تاريخ اليمن تحت حكم الأيوبيين وأول سلاطين الرسوليين. كتب جي آر سميث أنه على الرغم من التحيز الطفيف تجاه عشيرته، فإن رواية ابن حاتم "محايدة بشكل منعش"، وتحتوي على الكثير من المعلومات الفريدة عن الدولة خلال الفترة التي تغطيها.